# 小行星4813
小行星4813（英語：4813 Terebizh）是一颗围绕太阳公转的小行星。1977年9月11日，尼古拉·切爾尼赫在克里米亚发现了此天体。
这颗小行星的绝对星等为296.4623784732972等。